# Синиша Младеновић
Синиша Младеновић (Мостар, 5. јануара 1991) српски је фудбалер, који тренутно наступа за Аспропирјос.

## Трофеји и награде
Слога Краљево
- Српска лига Запад (2) : 2008/09,[3] 2010/11.[4]